# Guy Bruzy
Pas d'image ? Cliquez ici

a Compétitions nationales et continentales officielles uniquement.

b Matchs officiels uniquement.
Guy Bruzy, né le 8 janvier 1941 à Le Soler et mort le 23 janvier 2020 à Carcassonne, est un ancien joueur de rugby à XIII français évoluant au poste d'ailier. Il effectue sa carrière sportive au XIII Catalan où il y remporte le titre de Championnat de France en  1969 et la Coupe de France en 1969. 
Ses performances en club l'amènent en  sélection française où il y compte huit sélections entre 1964 et 1967.

## Biographie
Il remporte avec le XIII catalan le doublé de Championnat de France-Coupe de France lors de la saison 1969 aux côtés de Jean Capdouze, Claude Mantoulan et Francis Mas.

## Palmarès

### En club
- Vainqueur du Championnat de France : 1957 et 1969 (XIII Catalan)[2].
- Vainqueur de la Coupe de France : 1969 (XIII Catalan)[3].
- Finaliste de la Coupe de France : 1967 (XIII Catalan)[3].

#### Détails en sélection
| 1. | 6 décembre 1964  | Grande-Bretagne  | 18-8  | Amical | Ailier | 6 | 2 | 0 | 0 |
| 2. | 23 janvier 1965  | Grande-Bretagne  | 7-17  | Amical | Ailier | 3 | 1 | 0 | 0 |
| 3. | 15 novembre 1965 | Nouvelle-Zélande | 14-3  | Amical | Ailier | 3 | 1 | 0 | 0 |
| 4. | 28 novembre 1965 | Nouvelle-Zélande | 6-2   | Amical | Ailier | 0 | 0 | 0 | 0 |
| 5. | 12 décembre 1965 | Nouvelle-Zélande | 28-5  | Amical | Ailier | 3 | 1 | 0 | 0 |
| 6. | 16 janvier 1966  | Grande-Bretagne  | 18-13 | Amical | Ailier | 0 | 0 | 0 | 0 |
| 7. | 5 mars 1966      | Grande-Bretagne  | 8-4   | Amical | Ailier | 0 | 0 | 0 | 0 |
| 8. | 4 mars 1966      | Grande-Bretagne  | 23-13 | Amical | Ailier | 0 | 0 | 0 | 0 |